# Ерунаково (посёлок)
Еруна́ково — посёлок в Новокузнецком районе Кемеровской области, входит в состав Красулинского сельского поселения.

## История
В соответствии с Законом Кемеровской области № 104-ОЗ от 17 декабря 2004 года Ерунаково вошло в состав образованного Красулинского сельского поселения.

## География
Ерунаково находится на левом берегу реки Томь. Центральная часть посёлка расположена на высоте 198,3 м над уровнем моря.

## Население
| 2010 |
| ---- |
| 19   |

## Инфраструктура
Ерунаковское месторождение угля, находится в юго-восточной части Ерунаковского геолого-экономического района.

## Транспорт
Автомобильный, водный транспорт.
Ближайшая железнодорожная станция Ерунаково — примерно в 15 км.